# Ананьївський район
Ананьївський район — колишній район на півночі Одеської області України[⇨]. Район утворений 1923 року[⇨]. Площа району — 1,1 тис. км² (3,3 % від території області). Населення — 29,0 тис. осіб, станом на 2001 рік[⇨]. Районний центр — Ананьїв. На півночі район межував з Балтським, на сході — з Любашівським, на півдні — з Ширяївським та Захарівським, на південному заході — з Окнянським та на заході — з Подільським районами Одеської області.
Ліквідований відповідно до Постанови Верховної Ради України «Про утворення та ліквідацію районів» від 17 липня 2020 року. 

## Природа
Район розташований на південно-східних схилах Подільської височини (лісостепова північ) та у межах Причорноморської низовини (степовий південь). Район розташований на підвищеній, пологохвилястій лесовій рівнині. У районі сильно розвинуті ерозійні процеси, поверхня розчленована глибокими долинами річок, балками та ярами.
Корисні копалини: глина, пісок.
Пересічна температура січня -5 °C, липня +21 °C. Період з температурою понад +10 °C становить 180—200 днів. Середня норма атмосферних опадів — 450 мм на рік. Максимум припадає на червень. Сніговий покрив нестійкий. Район лежить в межах посушливої, дуже теплої агрокліматичної зони.
Гідрографічна мережа району представлена річками басейну Чорного моря: Тилігул (центральна частина району), Журавка (південь) та ін., що течуть з північного заходу на південний схід. 
З ґрунтів найбільш поширені чорноземи, звичайні, середньогумусні, на півночі незначна частина опідзолених (темно-сірих і опідзолєних чорноземів).
Загальна площа природних лісів і штучних лісових насаджень невелика. Серед деревних порід переважає дуб скельний. На схилах залишки лучних та різнотравно-типчаково-ковилових степів.

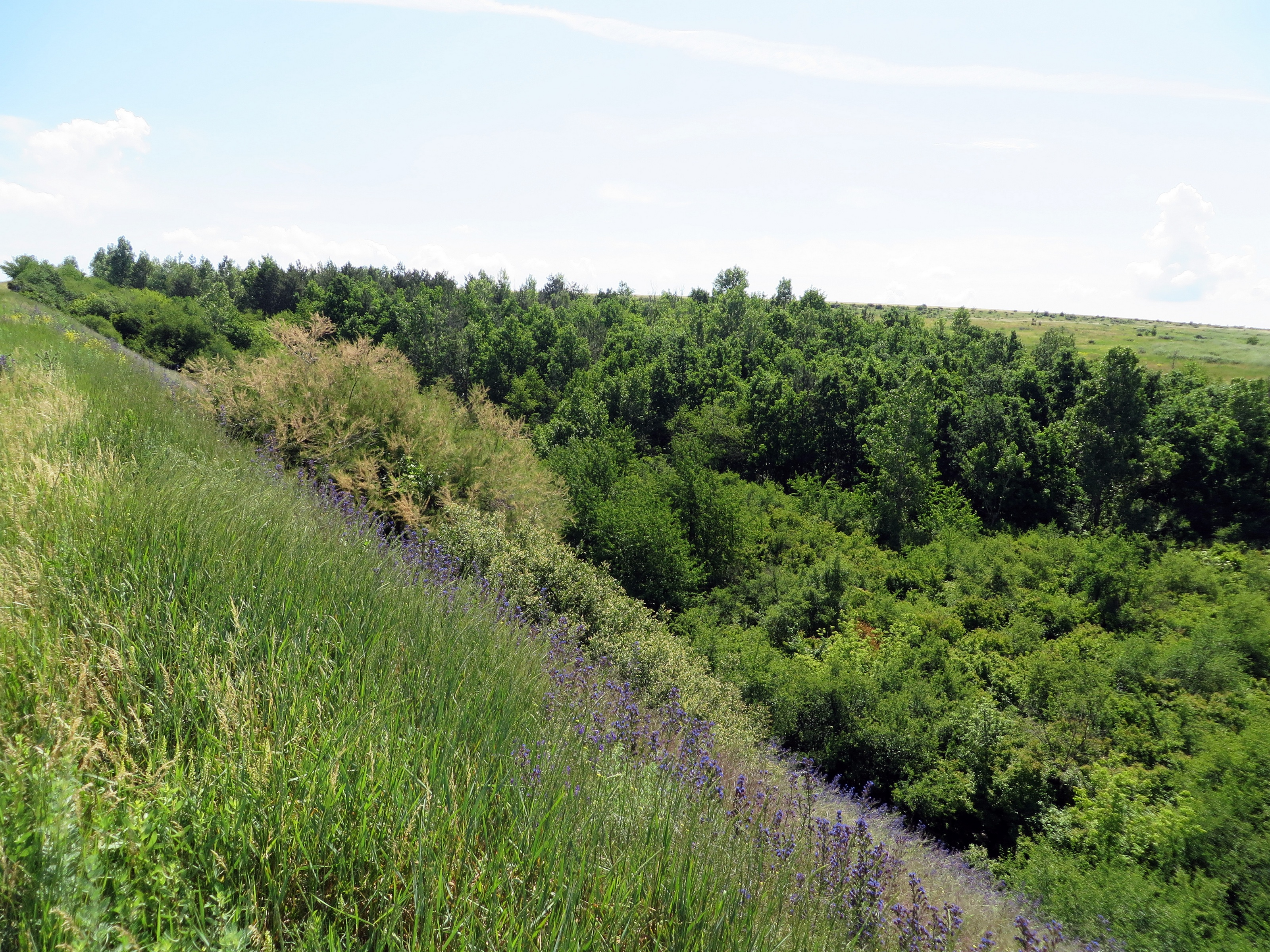
Байрачний ліс
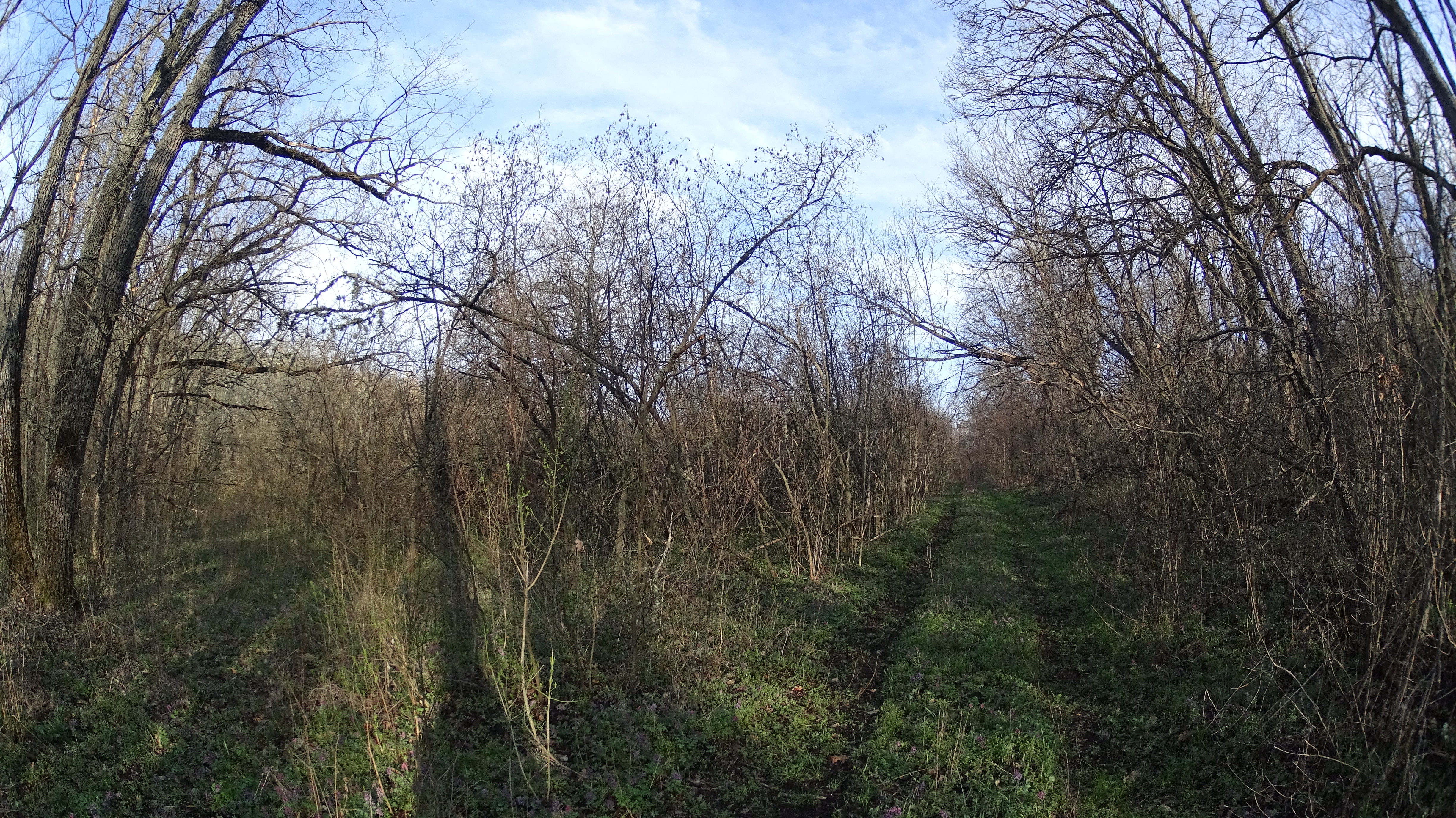
Глибокий Яр, Долинський ботанічний заказник
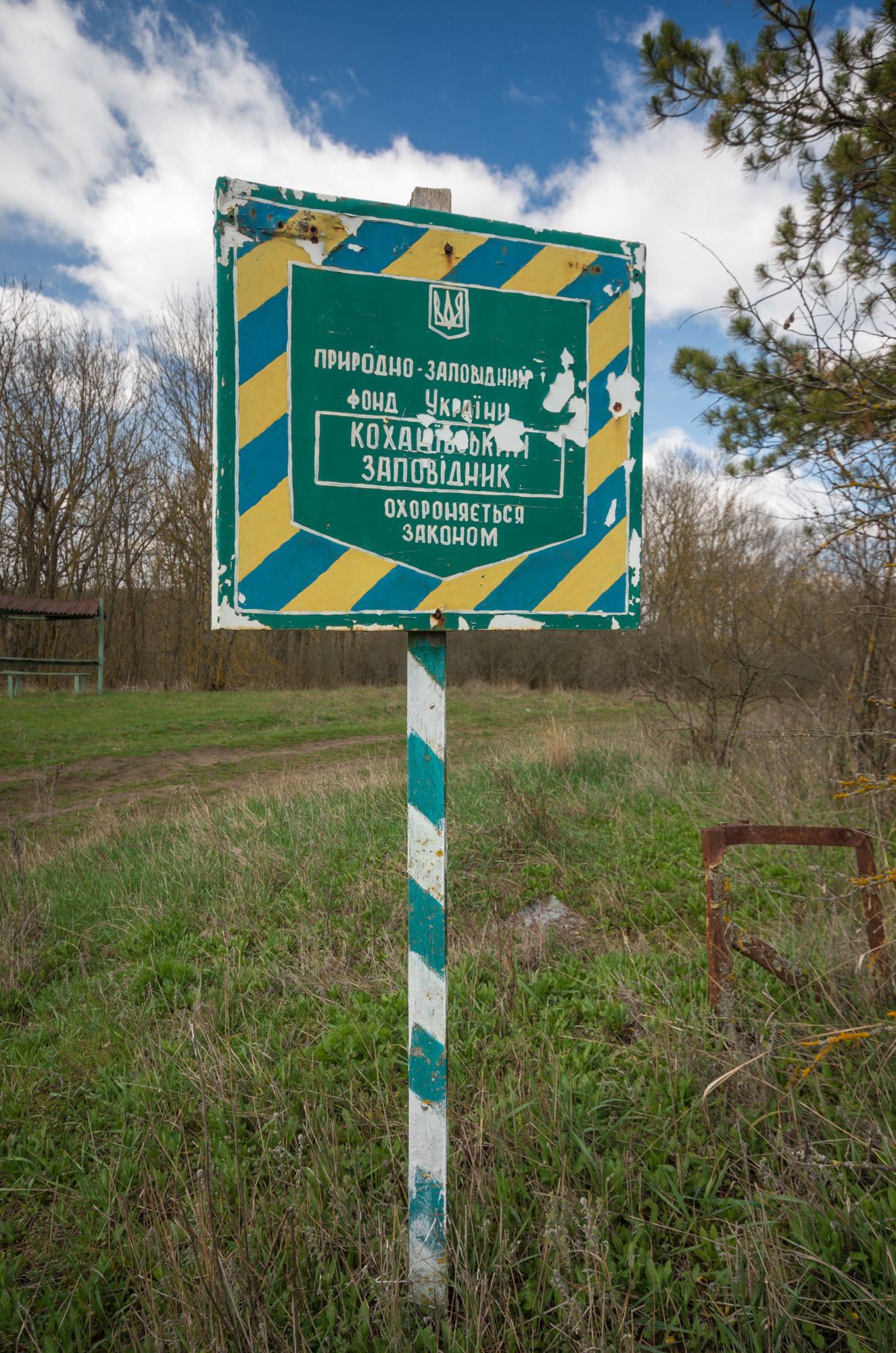
Парк «Коханівка»
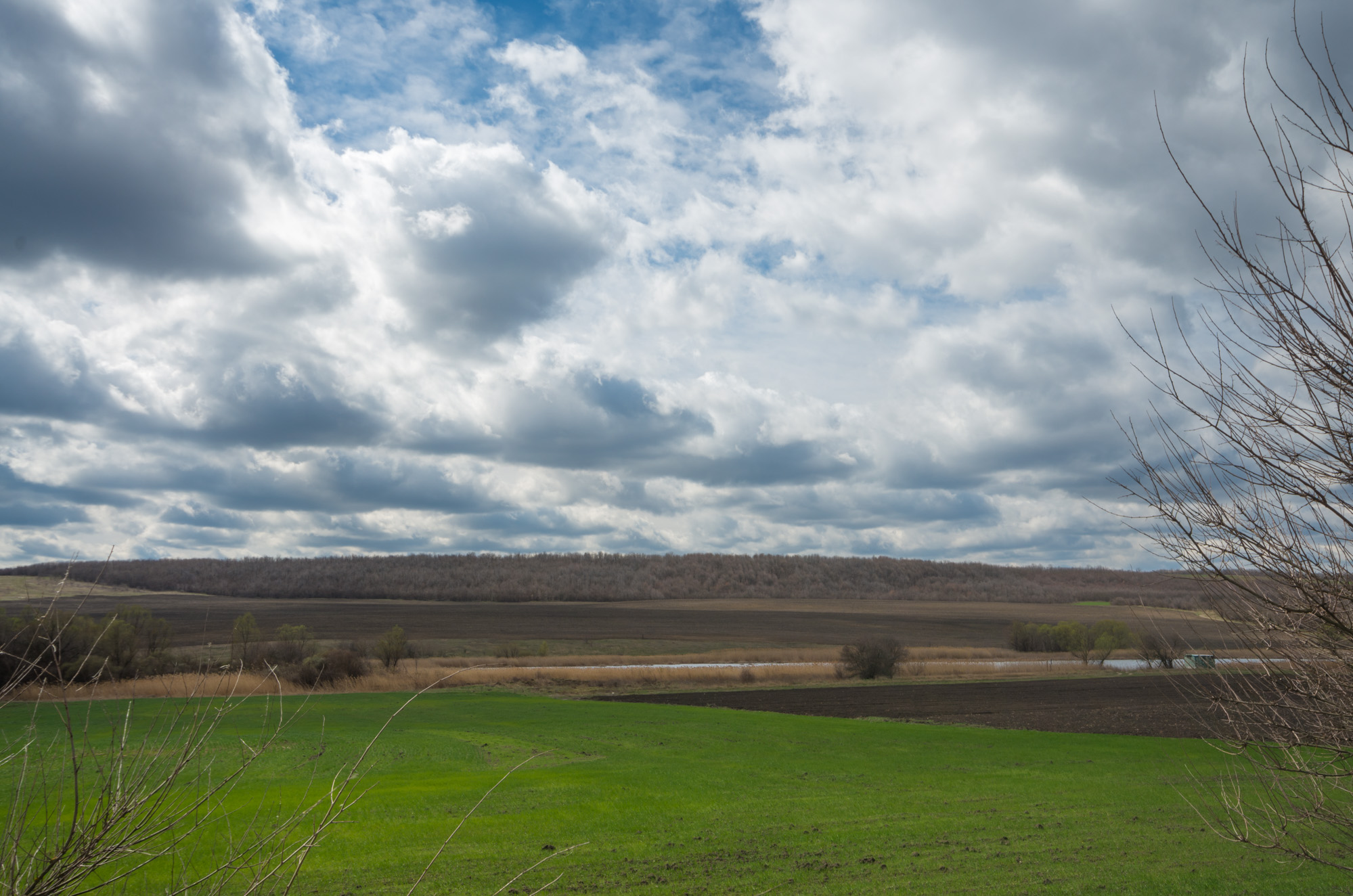
Селіванівський ландшафтний заказник

### Охорона природи
У районі задля збереження природних ландшафтів та окремих об'єктів природи створені:
- Долинський — ботанічний заказник загальнодержавного значення.
- Селіванівський — ландшафтний заказник місцевого значення.
- Байтали — заповідне урочище місцевого значення.
- «Коханівка» — пам'ятка садово-паркового мистецтва місцевого значення.

## Історія

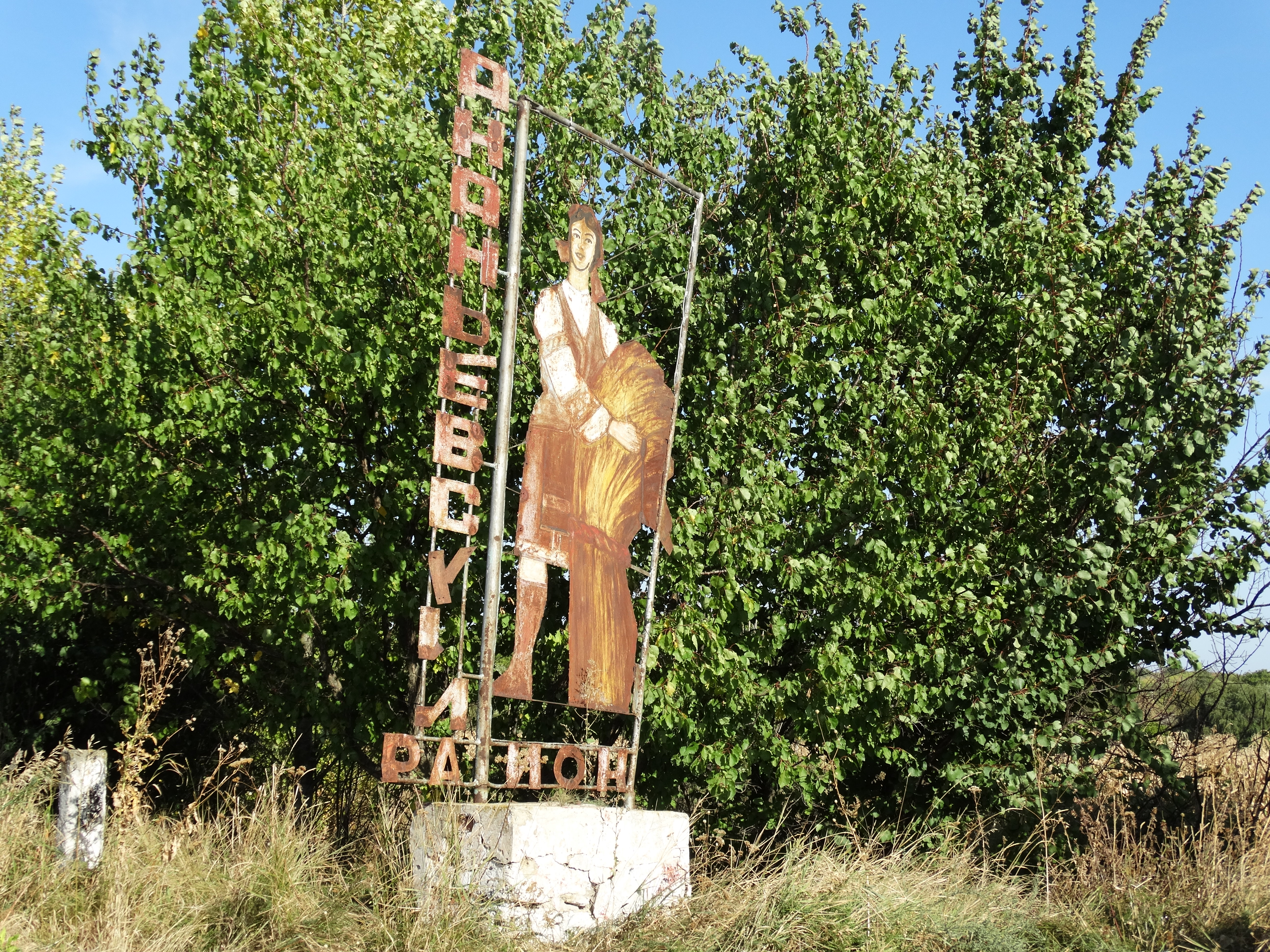
В'їзд до району

З середини XIX століття в Ананьївському повіті зростає кількість промислових підприємств, до кінця XIX століття їх було близько 20: 3 фабрики фруктових та шипучих вод; 2 олійниці; тютюнова фабрика, броварня, декілька цегельних заводів.
1863 року в Ананьєві відкрито земську лікарню. 1876 року відкрилася чоловіча гімназія, а через рік — жіноча, два народних училища, 3 церковно-приходських школи, єврейське початкове училище.
Район було утворено 1923 року. 13 березня 1925 року до Ананьївського району приєднана територія колишньої Кіндратівської волості розформованого Ставрівського району АМРСР.
11 лютого 1935 року Валегоцулівська I, Валегоцулівська II, Валегоцулівська III, Мардарівська, Велика Кочурівська, Велика Кіндратівська, Кирилівська, Шляхетнянська сільські ради перейшли до Валегоцулівського району АМСРР.
25 травня 2014 року відбулися Президентські вибори України. У межах Ананьївського району були створені 32 виборчі дільниці. Явка на виборах складала — 45,40 % (проголосували 9 507 із 20 940 виборців). Найбільшу кількість голосів отримав Петро Порошенко — 42,58 % (4 048 виборців); Юлія Тимошенко — 14,39 % (1 368 виборців), Сергій Тігіпко — 14,13 % (1 343 виборців), Вадим Рабінович — 7,32 % (696 виборців), Олег Ляшко — 5,69 % (541 виборців). Решта кандидатів набрали меншу кількість голосів. Кількість недійсних або зіпсованих бюлетенів — 2,34 %.

## Адміністративний устрій
Адміністративно-територіально район поділявся на: 1 міську раду та 14 сільських рад, які об'єднують 32 населені пункти та підпорядковані Ананьївській районній раді. Адміністративний центр — місто Ананьїв.
| №  | Сільська рада           | Населені пункти                                     |
| -- | ----------------------- | --------------------------------------------------- |
| 1  | Ананьївська міська рада | Ананьїв                                             |
| 2  | Ананьївська Друга       | Ананьїв                                             |
| 3  | Ананьївська Перша       | Ананьїв, Селиванівка                                |
| 4  | Байтальська             | Байтали                                             |
| 5  | Гандрабурівська         | Гандрабури                                          |
| 6  | Долинська               | Долинське, Красне                                   |
| 7  | Жеребківська            | Жеребкове, Михайлівка, Струтинка                    |
| 8  | Коханівська             | Коханівка, Боярка                                   |
| 9  | Кохівська               | Кохівка, Великобоярка, Шелехове                     |
| 10 | Новогеоргіївська        | Новогеоргіївка                                      |
| 11 | Новоолександрівська     | Новоолександрівка, Козаче, Новоіванівка, Шевченкове |
| 12 | Новоселівська           | Новоселівка, Благодатне, Бондарі, Калини, Пасицели  |
| 13 | Романівська             | Романівка, Дружелюбівка, Новодачне                  |
| 14 | Точилівська             | Точилове                                            |
| 15 | Шимківська              | Шимкове, Амури, Вербове                             |

## Населення
- 1926 — 62 289 (м. Ананьїв 18 230 та район (села) 44 059, у т.ч. с. Валегоцулове 15 266 і Гандрабури 6369)
- 1939 — 34 902 (у т.ч. смт. Ананьїв 5918 і Гандрабури 5618 та район (села, без смт Ананьєва) 28 984)

Станом на 1988 рік, населення району становило 40,8 тис. осіб, з якого міського — 11,4 тис. осіб.
За даними Всеукраїнського перепису 2001 року населення району становить 29 036 осіб, в тому числі міське населення — 9,67 тис. осіб, сільське — 19,36 тис. осіб.
Розподіл населення за віком та статтю (2001):
| Стать | Всього | До 15 років | 15-24 | 25-44 | 45-64 | 65-85 | Понад 85 |
| --- | ------ | ----------- | ----- | ----- | ----- | ----- | -------- |
| Чоловіки | 14 882 | 3098        | 1958  | 4133  | 3681  | 1929  | 83       |
| Жінки | 17 654 | 2784        | 2151  | 4083  | 4527  | 3720  | 389      |
| \| Статево-вікова піраміда \| Статево-вікова піраміда \| Статево-вікова піраміда \| \| ----------------------- \| ----------------------- \| ----------------------- \| \| Чоловіки \| Вік \| Жінки \| \| 83 \| 85 + \| 389 \| \| 96 \| 80-84 \| 390 \| \| 356 \| 75-79 \| 944 \| \| 674 \| 70-74 \| 1188 \| \| 803 \| 65-69 \| 1198 \| \| 1196 \| 60-64 \| 1567 \| \| 619 \| 55-59 \| 861 \| \| 909 \| 50-54 \| 1050 \| \| 957 \| 45-49 \| 1049 \| \| 1099 \| 40-44 \| 1135 \| \| 1064 \| 35-39 \| 1032 \| \| 997 \| 30-34 \| 950 \| \| 973 \| 25-29 \| 966 \| \| 817 \| 20-24 \| 863 \| \| 1141 \| 15-20 \| 1288 \| \| 1325 \| 10-14 \| 1177 \| \| 1013 \| 5-9 \| 872 \| \| 760 \| 0-4 \| 735 \| |        |             |       |       |       |       |          |
| Статево-вікова піраміда |        |             |       |       |       |       |          |
| Чоловіки | Вік    | Жінки       |       |       |       |       |          |
| 83 | 85 +   | 389         |       |       |       |       |          |
| 96 | 80-84  | 390         |       |       |       |       |          |
| 356 | 75-79  | 944         |       |       |       |       |          |
| 674 | 70-74  | 1188        |       |       |       |       |          |
| 803 | 65-69  | 1198        |       |       |       |       |          |
| 1196 | 60-64  | 1567        |       |       |       |       |          |
| 619 | 55-59  | 861         |       |       |       |       |          |
| 909 | 50-54  | 1050        |       |       |       |       |          |
| 957 | 45-49  | 1049        |       |       |       |       |          |
| 1099 | 40-44  | 1135        |       |       |       |       |          |
| 1064 | 35-39  | 1032        |       |       |       |       |          |
| 997 | 30-34  | 950         |       |       |       |       |          |
| 973 | 25-29  | 966         |       |       |       |       |          |
| 817 | 20-24  | 863         |       |       |       |       |          |
| 1141 | 15-20  | 1288        |       |       |       |       |          |
| 1325 | 10-14  | 1177        |       |       |       |       |          |
| 1013 | 5-9    | 872         |       |       |       |       |          |
| 760 | 0-4    | 735         |       |       |       |       |          |

На території району єдине місто (Ананьїв) та 37 сільських населених пунктів.
Національний склад населення району за переписом 2001 року:
- українці — 77,0 %;
- молдовани — 18,1 %;
- росіяни — 3,9 %;
- болгари — 0,2 %;
- білоруси — 0,2 %.

| Населений пункт    | українська | румунська | російська |
| ------------------ | ---------- | --------- | --------- |
| Ананьїв            | 87,9       | 2,1       | 9,4       |
| Ананьїв Перший     | 89,5       | 3,6       | 6,6       |
| Селиванівка        | 91,9       | 3,6       | 4,1       |
| Ананьїв Другий     | 95,2       | 2,4       | 2,3       |
| Байтали            | 92,8       | 2,9       | 3,6       |
| Гандрабури         | 3,3        | 94,0      | 2,6       |
| Долинське          | 71,9       | 22,4      | 4,7       |
| Красне             | 90,7       | 8,3       | 1,0       |
| Жеребкове          | 91,5       | 2,3       | 5,4       |
| Михайлівка         | 94,5       | 1,4       | 3,8       |
| Струтинка          | 97,7       | -         | 2,3       |
| Коханівка          | 93,8       | 2,9       | 3,3       |
| Боярка             | 92,7       | 6,6       | 0,4       |
| Кохівка            | 96,2       | 1,4       | 2,2       |
| Великобоярка       | 96,5       | 2,5       | 0,8       |
| Шелехове           | 95,8       | 1,3       | 2,2       |
| Новоолександрівка  | 85,7       | 5,8       | 8,2       |
| Козаче             | 95,2       | 2,4       |           |
| Новоіванівка       | 86,0       | 14,0      | -         |
| Шевченкове         | 93,2       | 5,5       | 1,4       |
| Новогеоргіївка     | 96,6       | 1,4       | 1,7       |
| Новоселівка        | 97,9       | 0,6       | 1,2       |
| Пасицели           | 95,6       | 2,2       | 2,2       |
| Романівка          | 93,6       | 6,1       | 0,1       |
| Новодачне          | 91,1       | 6,3       | 2,5       |
| Точилове           | 4,7        | 92,6      | 2,5       |
| Шимкове            | 90,3       | 4,6       | 5,0       |
| Амури              | 94,6       | 2,0       | 3,4       |
| Вербове            | 91,2       | 7,4       | 1,5       |
| Ананьївський район | 78,2       | 16,1      | 5,3       |

### Охорона здоров'я
Сьогодні мережу охорони здоров'я представляє центральна районна лікарня на 130 ліжок, Долинська дільнична лікарня на 10 ліжок, 2 амбулаторії загальної практики сімейної медицини та 25 фельдшерсько-акушерських пунктів. Кваліфіковану медичну допомогу надають населенню району 53 лікаря, та 219 працівників середнього медичного персоналу.

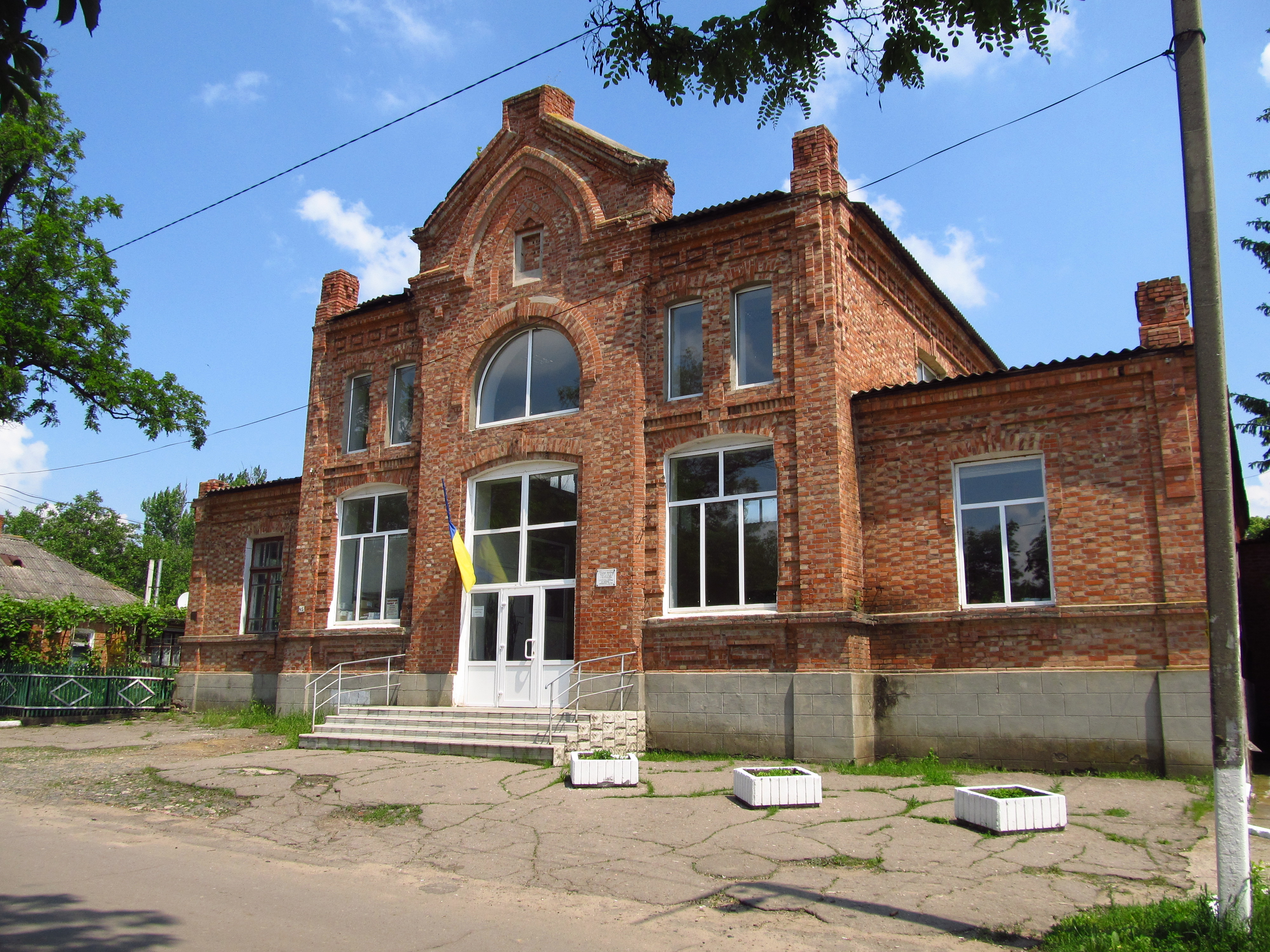
Ананьївська районна лікарня
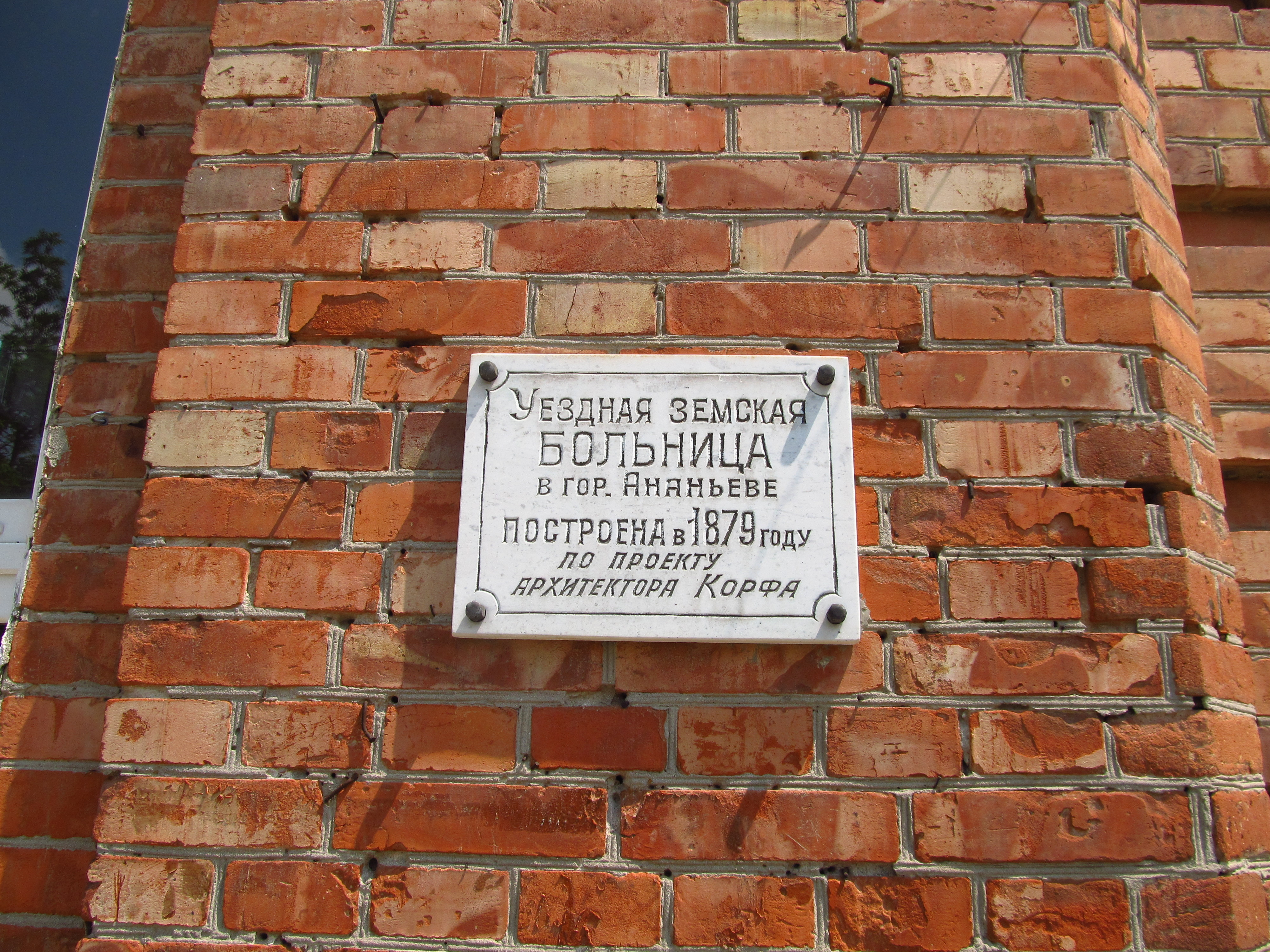
Меморіальна дошка на будівлі лікарні
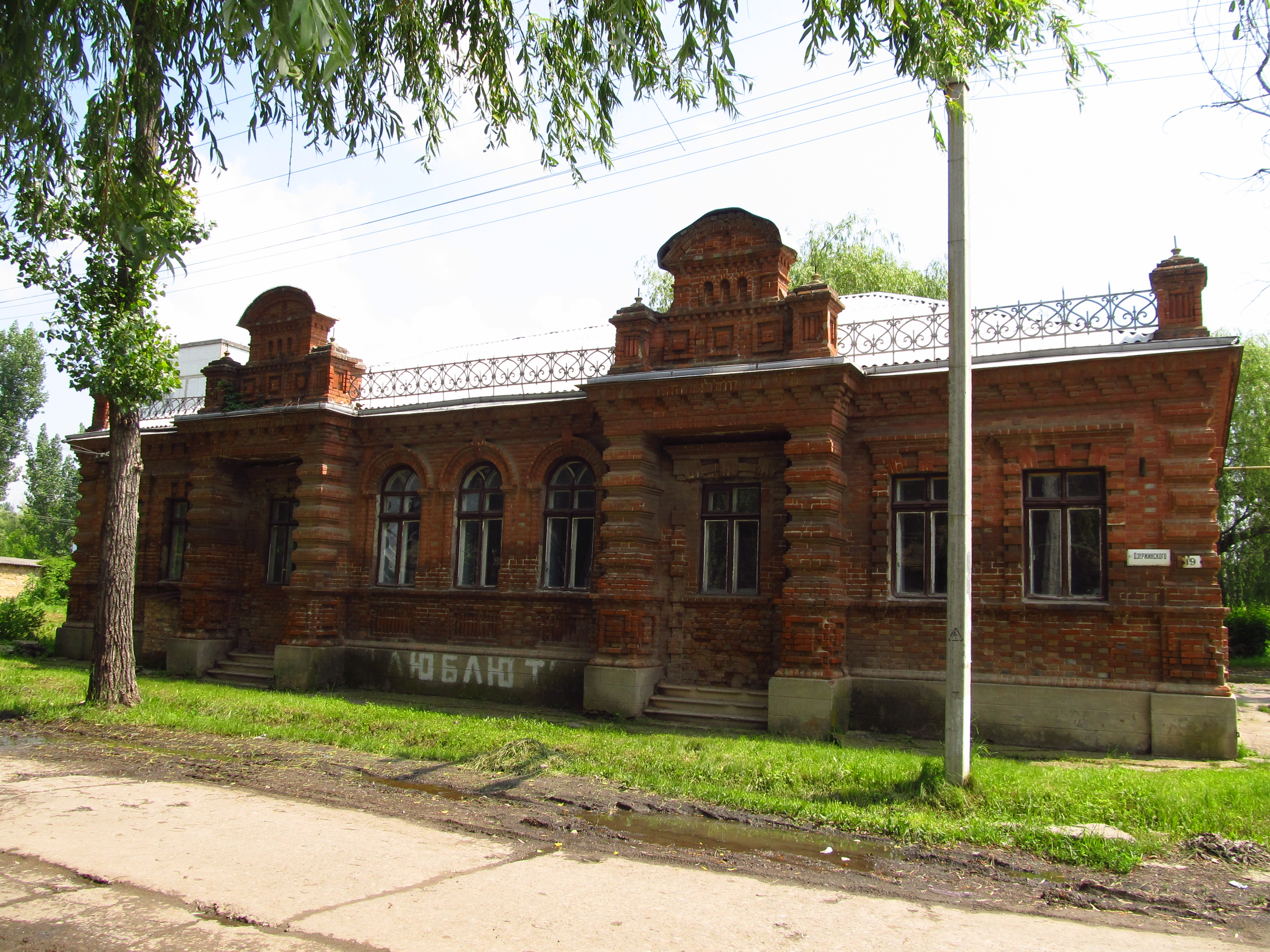
Стоматологічна поліклініка

### Відомі уродженці
- Ніщинський Петро Іванович (псевдонім Петро Байда; 21 вересня 1832, Ананьїв — 16 березня 1896) — український композитор і поет-перекладач.

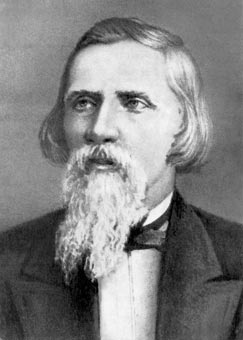
Петро Ніщинський

## Економіка
Як за радянських часів так і за часів незалежності в господарстві району провідне місце належить сільському господарству, 98 % валової продукції.

### Промисловість
Основними галузями промисловості за радянських часів виступали: харчова та виробництво будівельних матеріалів. Найбільшими підприємствами були: Ананьївські консервний завод, молочний цех Барського молочно-консервного комбінату, Ананьївський та Гандрабурівський цегельні заводи, Жеребківський комбікормовий завод. На початку XXI століття налічується багато переробних підприємств з виробництва соняшникової олії, круп та макаронних виробів (приватні підприємства «Ананьїв-хліб» та «Укрхліб-2»), які постачаються в різні регіони України. Природний потенціал району — пісок та глина, що є основною сировиною для виробництва цегли та черепиці.
ТОВ «Лакта» з переробки молока та виробництва молочної продукції, виробляється 4 найменування твердих сирів, масло вершкове «Селянське», молоко, кефір, ряжанка, сметана, йогурти в асортименті. Продукція сертифікована Одеським центром стандартизації, метрології та сертифікації, має акредитовану лабораторію, можливості співпрацювати з іноземними державами — Молдовою та Росією.
Мале виробниче підприємство «Ананьївська друкарня» займається виробництвом друкованої продукції та її реалізацією.
На території району функціонують будівельні організації яка виконують будівельно-монтажні роботи з газифікації міст і сіл району та в сусідніх районах. Управління експлуатації газового господарства яке обслуговує крім Ананьївського ще й Любашівський район.

### Сільське господарство
Земельні ресурси району
Земельні ресурси району (станом на 1986 рік):
- придатні для сільськогосподарського обробітку землі — 80,39 тис. га (76,5 %),
  - орні землі — 64,76 тис. га (61,7 %),
  - зрошувальні землі — ?,
  - багаторічні насадження — ?,
  - землі, що постійно використовуються під пасовища — 14,7 тис. га (14,0 %);
- землі, зайняті лісами — ?;
- інше — 24,58 тис. га (23,4 %)[5].

За радянських часів спеціалізацією рослинницької галузі сільського господарства району було вирощування цукрових буряків і зернових (пшениця, кукурудза). Тваринницька галузь спеціалізувалась на вирощуванні молочно-м'ясної худоби, на початку XXI сторіччя зростає чисельність поголів'я овець, свиней, великої рогатої худоби. У 1980-х роках на землях району господарювало 15 колгоспів, Жеребківська дослідна станція науково-виробничого об'єднання по кукурудзі «Дніпро». На початку XXI століття ДП «Украгросоюз» та Жеребківська дослідна станція займаються вирощуванням насіння зернових та технічних культур.

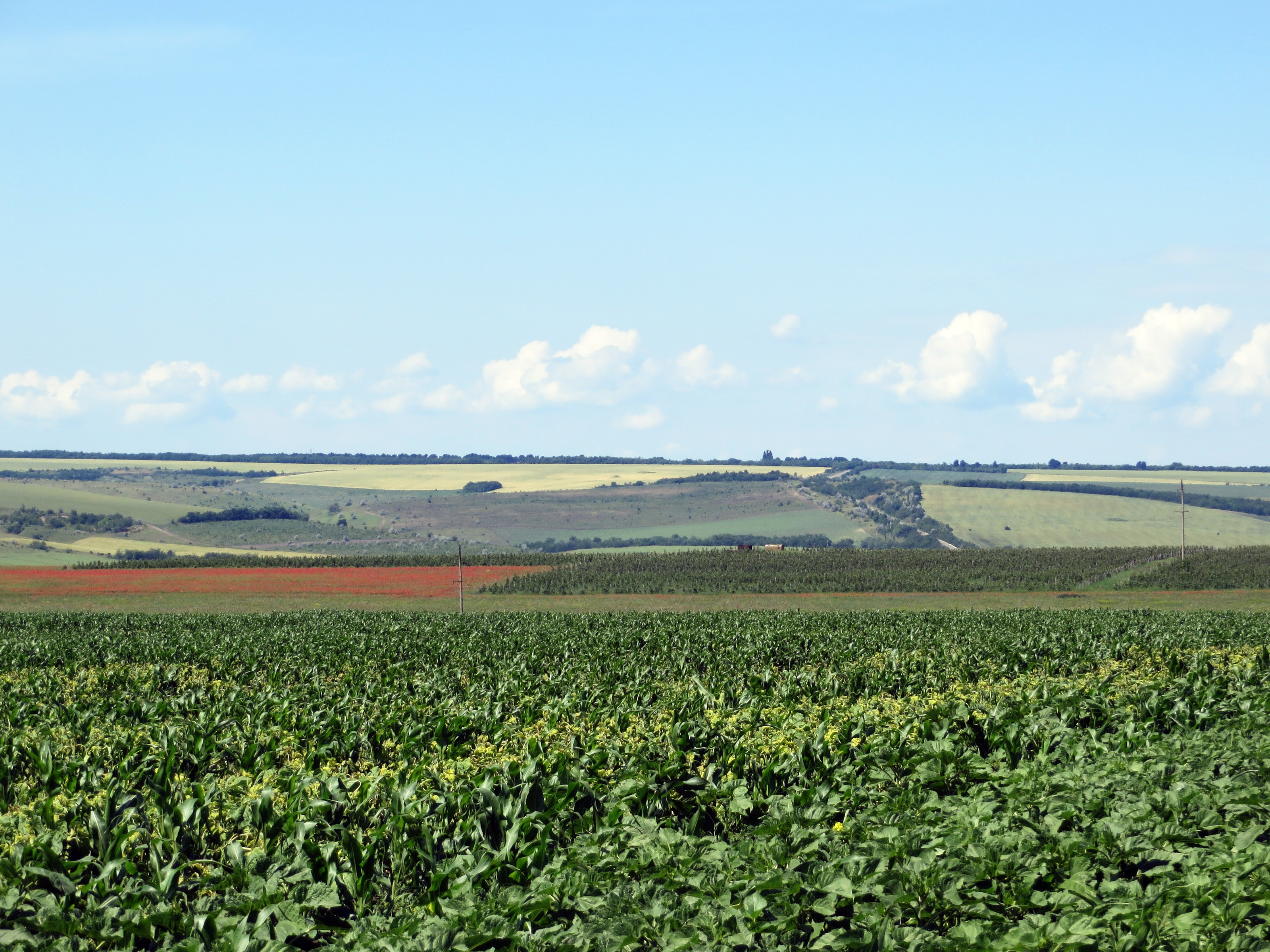
Сільськогосподарські угіддя
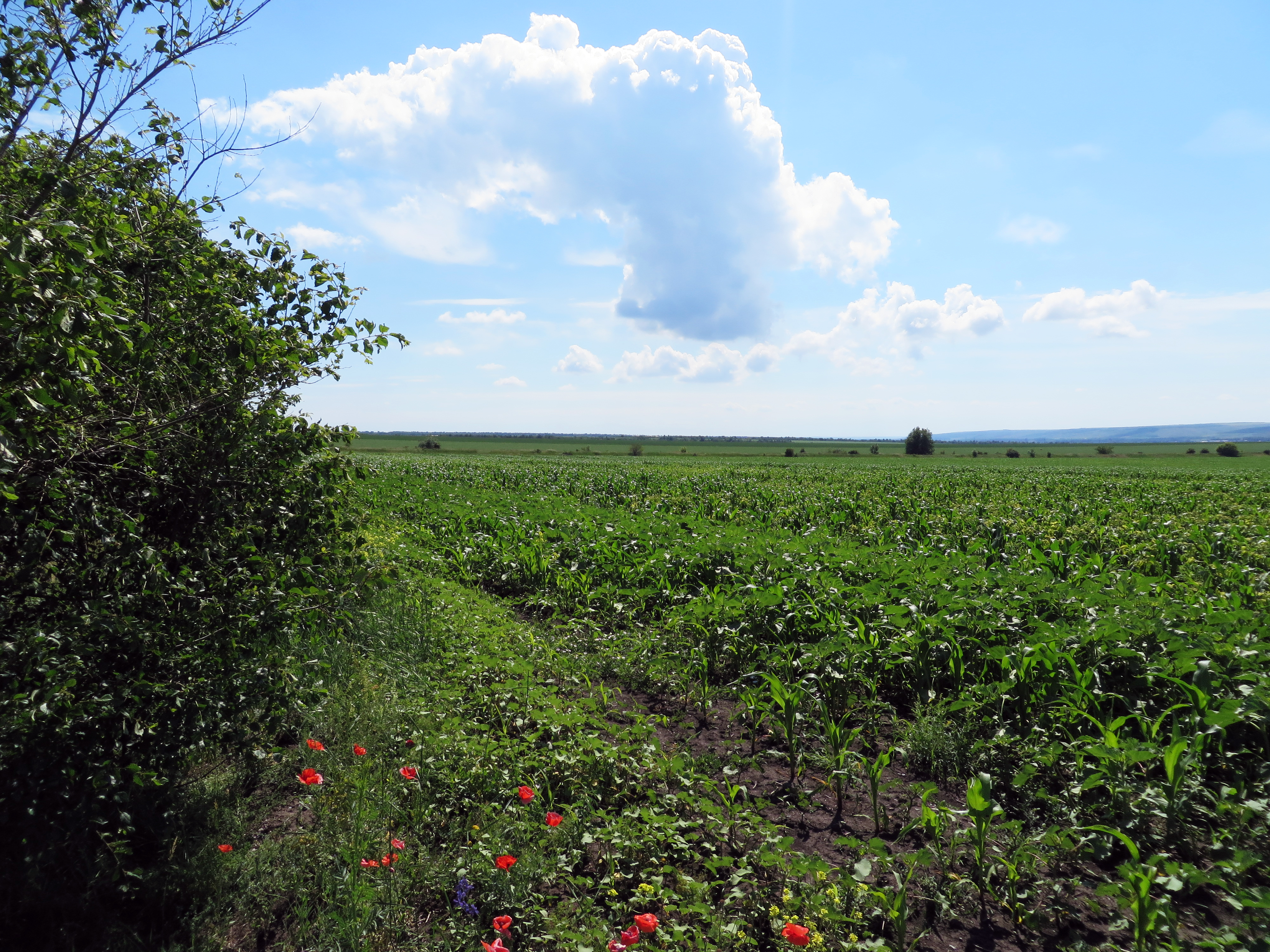
Сільськогосподарські угіддя

У 2004 році створено державне підприємство «Ананьївський держлісгосп».

### Сфера послуг
На території району функціонують 4 ринки з продажу продовольчих та непродовольчих товарів в м. Ананьєві на 736 торгових місць в с. Долинське на 202 торгових місця, та інших селах району, 120 підприємств торгівлі, в тому числі в м. Ананьєві триповерховий універмаг. Після капітального ремонту запрацював універсам за вимогами сьогодення, 19 підприємств побутового обслуговування населення, в тому числі триповерховий будинок побуту в місті Ананьєві, 11 аптечних закладів, 5 — АЗС, 21 підприємство громадського харчування.
Ананьївський район забезпечує послугами зв'язку Ананьївський цех електрозв'язку № 10, надаються послуги дротового та ефірного радіомовлення та електрозв'язку майже 4200 абонентам.
Банківські установи:
- ТВБВ № 10015/0412 філії Одеського обласного управління ПАТ «Державний ощадбанк України»;
- Відділення в м. Ананьєві Південного Головного регіонального управління «ПриватБанк»;
- Одеська філія акціонерного банку «Укргазбанк»;
- Відділення № 37 акціонерного комерційного банку «ІМЕКСБАНК»;
- Ананьївське територіальне безбалансове відділення Одеської обласної філії акціонерного пенсійно-поштового банку «Райффайзен Банк Аваль».

Страхові установи:
- Ананьївське відділення національної страхової компанії «Оранта»

## Транспорт
Райцентр Ананьїв розташовується за 82 км від обласного центру, місто Одеса. Залізничні станції: Жеребкове на відстані 15 км від міста Ананьєва, Мардарівка.
Автомобільні шляхи (станом на 1990 рік) — 249 км, з яких із твердим покриттям — 175 км. Через район проходить євромагістраль E584 (у межах України із нею збігається М13). Також районом проходить низка територіальних автошляхів: Р71, Т 1612, Т 1613 та Т 1623. У місті Ананьєві з 1986 року функціонує новий автовокзал. Автобусним сполученням охоплені всі населені пункти району. Перевезення пасажирів забезпечують Відкрите акціонерне товариство «Ананьївське АТП-15112», ПП Слободяник В. М., ПП Загребельний В. В.

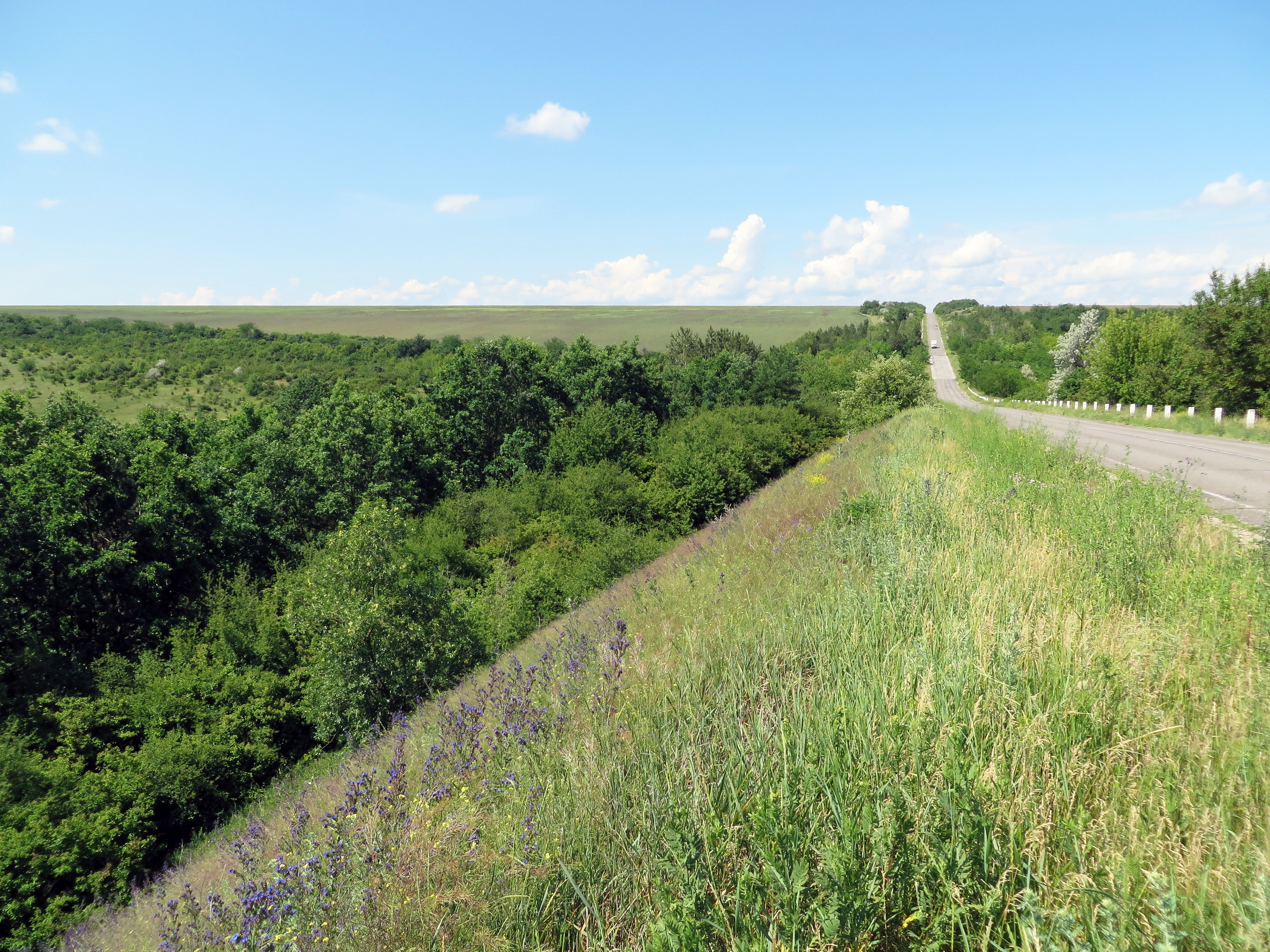
border

Через Ананьївський район прокладено газопровід міжнародного значення. Збудована і працює газокомпресорна станція, яка щорічно, починаючи з 1987 року перекачує більше 20 млрд м³ газу споживачам області та в країни Балканського регіону.

## Культура
У районному центрі створено і функціонує історико-художній музей, 22 клубні заклади (за часів УРСР 15 будинків культури та 16 сільських клубів), 30 бібліотек (40 за часів УРСР), за часів УРСР діяло 43 кіноустановки. Центральне місце в експозиції художніх робіт історико-художнього музею займають 7 картин українських художників, академіка Є. І. Столиці (інша частина його творчості зберігається в колекціях музею в Будеях та Третьяковській галереї) та Р. М. Палецького.
В Ананьєві пам'ятники комсомольцям Ананьївського району, які загинули у боротьбі проти німецьких окупантів та українському композиторові і поету-перекладачеві П. І. Ніщинському.

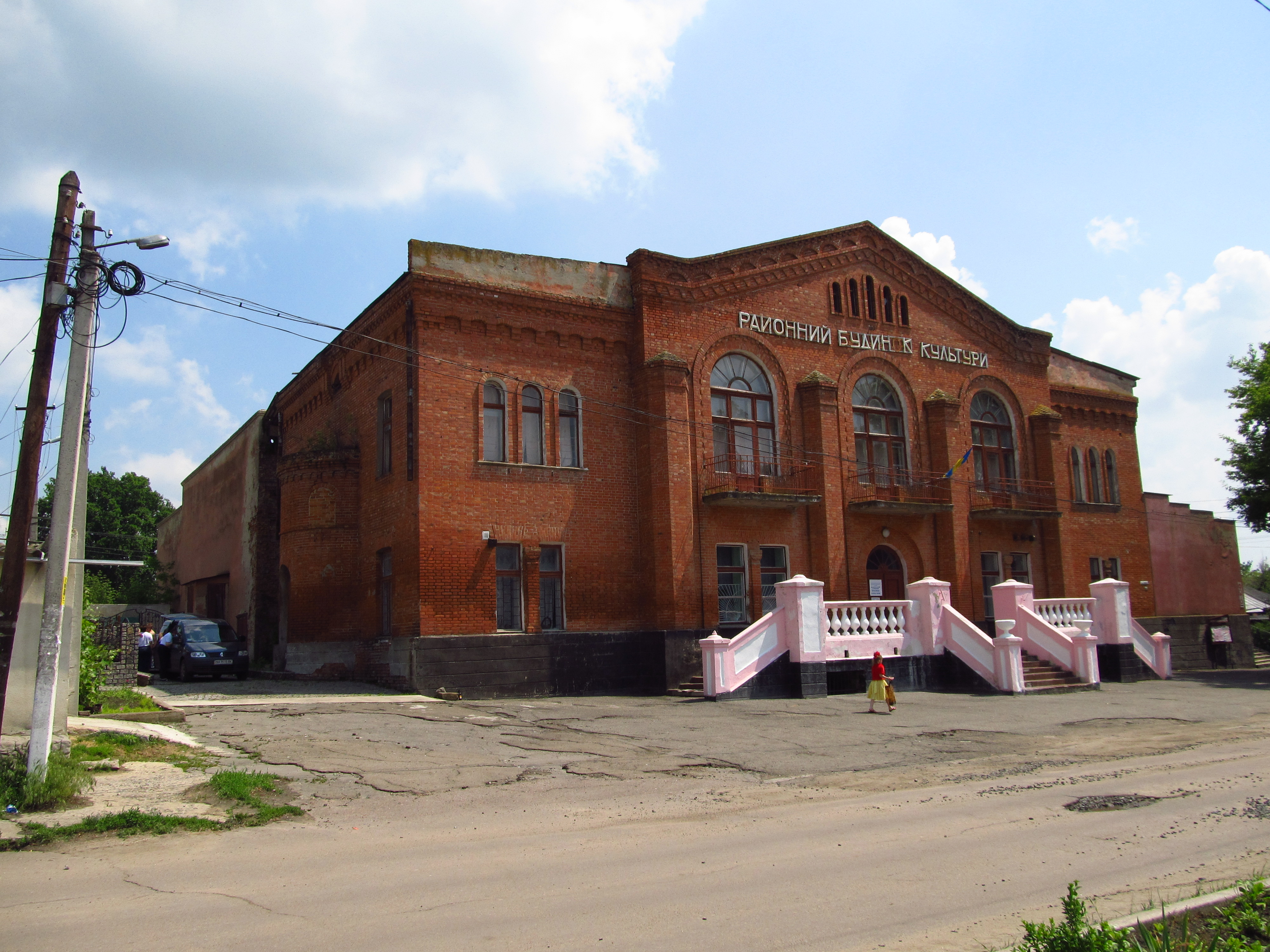
Районний будинок культури, колишнє дворянське зібрання
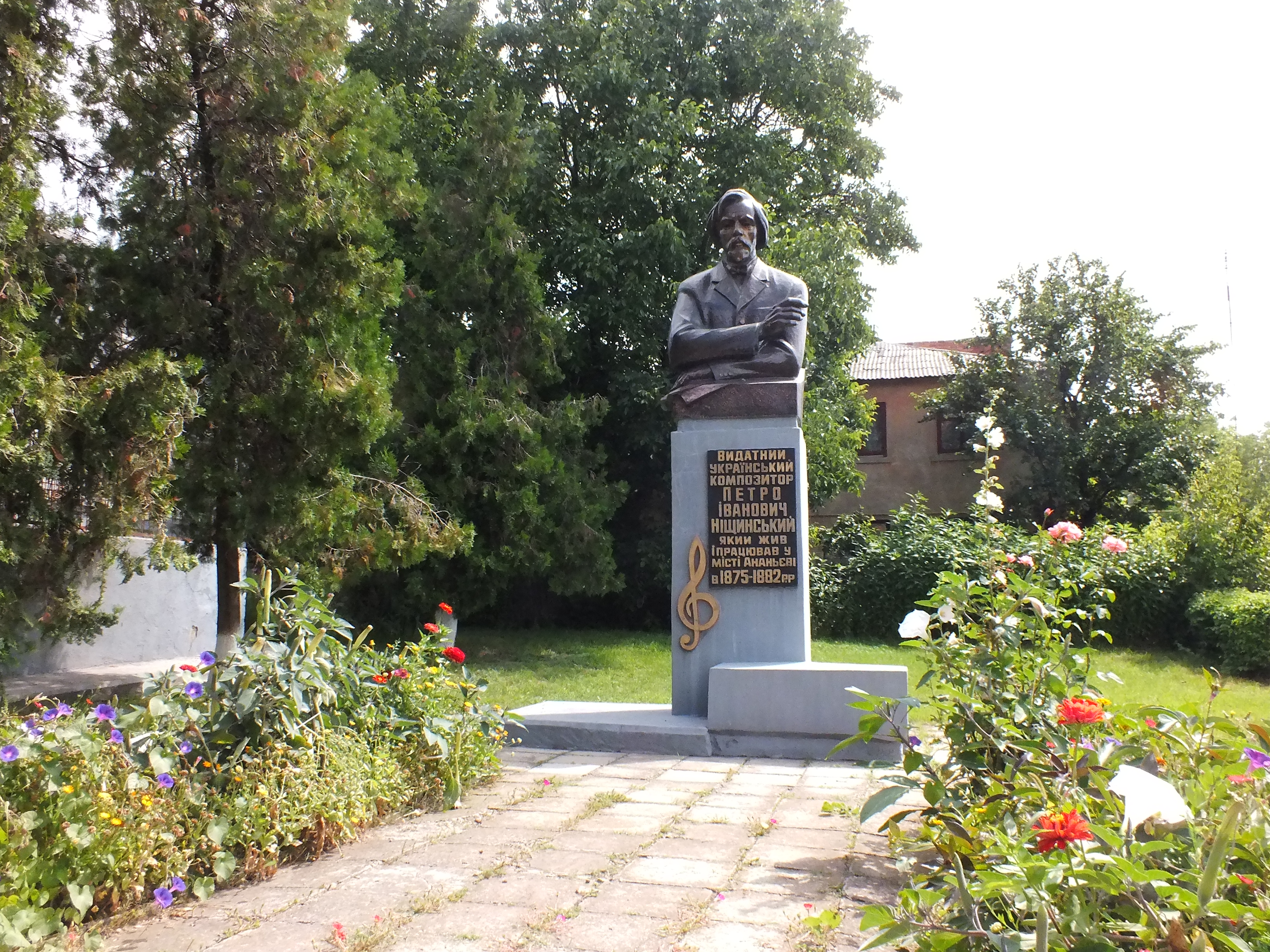
Пам'ятник Ніщинському, Ананьїв, скульптор П. І. Кравченко
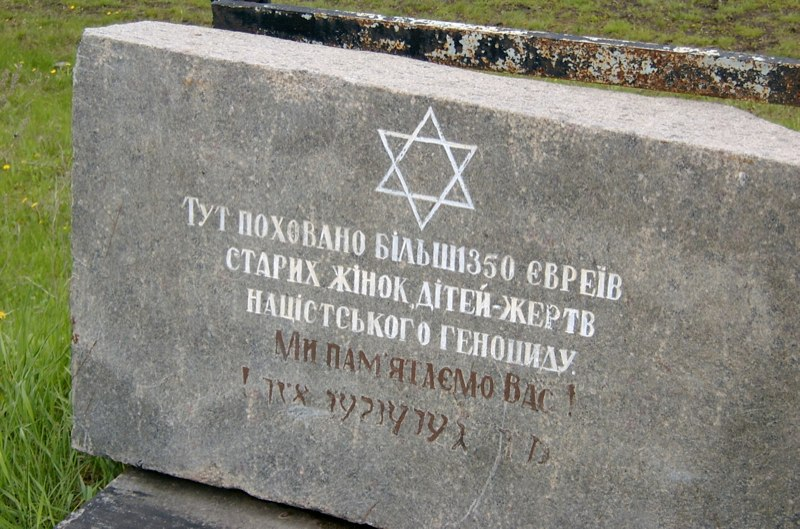
Плита на братській могилі євреїв-жертв Холокосту
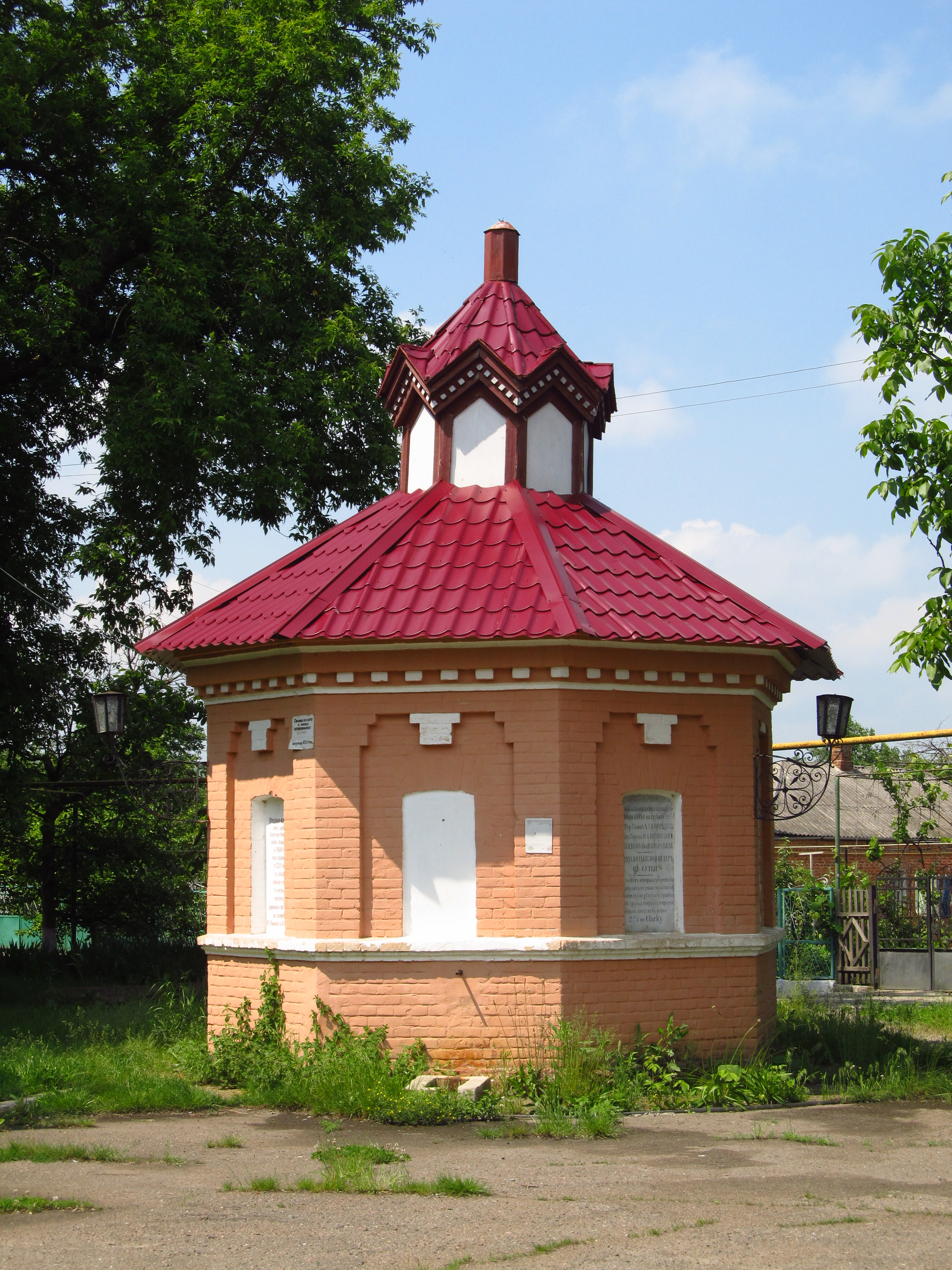
Колодязь-каплиця, Ананьїв

### Освіта

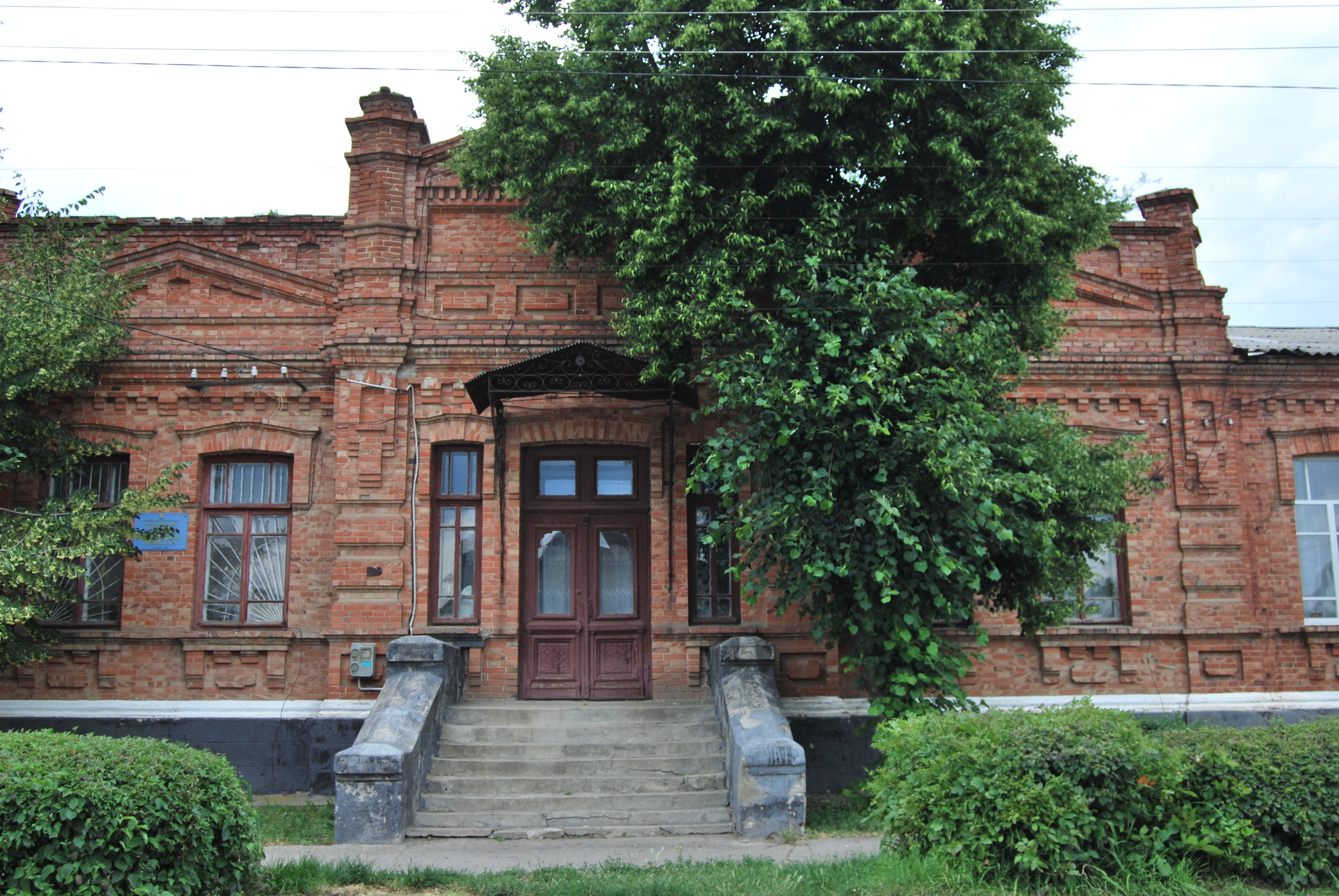
Ананьївський аграрний професійний ліцей

За радянських часів у райцентрі було створено:
- 1930 року сільськогосподарський технікум бухгалтерського обліку, нині державний аграрно-економічний технікум в якому навчається 590 студентів;
- 1934 року професійно-технічне училище № 44, нині аграрний професійний ліцей, де можна отримати 15 робочих професій та середню освіту[5].

2896 учнів району навчаються у 22 загальноосвітніх школах, будинку юних техніків, юних натуралістів, будинку дитячої творчості та школі естетичного виховання.
У місті Ананьєві реорганізовано школу № 1 і № 2 у навчально-виховний комплекс школу-гімназію, та навчально-виховний комплекс школу-ліцей відповідно.